# تغير تقني
التغير التقني هو مصطلح يُستخدم في علم الاقتصاد لوصف التغير في كمية المخرجات المُنتجة من نفس كمية المُدخلات. ولا يُعدّ التغير التقني بالضرورة تغييرًا تقانيًا، فقد يكون تنظيميًا، أو ناتجًا عن تغير في قيود كالتنظيم، أو أسعار المُدخلات، أو كمياتها. ويشير بعض الباحثين إلى المفارقة المتمثلة في اعتبار التغير التقني أهم مصدر للديناميكية الاقتصادية، أي معدل التغير في الاقتصادات الرأسمالية، إلا أن وسائل الإعلام السائدة تتجاهله.
يمكن قياس التغير التقني على أنه التغير في الناتج لكل وحدة من مُدخلات عوامل الإنتاج.